# MIFUNE: THE LAST SAMURAI
『MIFUNE: THE LAST SAMURAI』（ミフネ ザ・ラストサムライ、英題：Mifune: The Last Samurai）は、2015年制作の日本のドキュメンタリー映画。
圧倒的存在感でスクリーンを席巻、“世界のミフネ”と呼ばれた俳優・三船敏郎の偉業とその波乱に満ちた生涯を、日本映画におけるサムライ映画の変遷という切り口から、三船が果たした偉大な功績を、家族や映画関係者、評論家などのインタビューを通して明らかにしていく。
スティーヴン・オカザキが監督を務め、三船の孫で俳優の三船力也がコンサルティングプロデューサーを担当した。。ナレーターは英語版をキアヌ・リーブス、日本語版をAKIRA（EXILE）が担当している。

## キャスト
※全員インタビュー出演。
- 香川京子
- 司葉子
- 土屋嘉男
- 加藤武
- 八千草薫
- 夏木陽介
- 二木てるみ
- 野上照代
- 宇仁貫三
- 中島春雄
- 中島貞夫
- 佐藤忠男
- 明石渉
- 三船史郎
- 黒澤久雄
- スティーヴン・スピルバーグ
- マーティン・スコセッシ
- 役所広司